# Hypericum hispanicum
Hypericum hispanicum är en johannesörtsväxtart som först beskrevs av Carlos Pau, och fick sitt nu gällande namn av M.A.Alonso, Agulló, J.L.Villar, Juan och Manuel Benito Crespo. Hypericum hispanicum ingår i släktet johannesörter, och familjen johannesörtsväxter. Inga underarter finns listade i Catalogue of Life.